# Жовтозілля високе
{{#ifeq:0|0|{{#if:Senecio doria|{{#if:|[[]}}|[[]]}}}}
Жовтозілля високе (Senecio doria) — вид квіткових рослин з родини айстрових (Asteraceae).

## Біоморфологічна характеристика
Це трав'яниста багаторічна рослина 4—15 дм, прямовисна, товста, кутаста, гола, у верхній частині розгалужена. Кореневище коротке. Листки м'ясисті, голі, зубчасті, нижні великі, до 40 см завдовжки, еліптично-видовжені, довго згорнуті в крилату ніжку, наступні ланцетно-довгасті чи яйцюваті, гострі, сидячі, охопні, верхні — дрібні, загострені. Листочки чашечки приблизно в 3 рази коротші за обгортку, короткі, яйцеподібні. Квітки жовті. Плоди — сім'янки, 3.6–4 × 1–1.2 мм, поздовжньо борозенчасті, верхівка з білуватим чубчиком; поверхня гладка, злегка блискуча, коричнювато-сіра, борозенки коричневі. 2n=40.

## Поширення
Вид росте в Європі й Казахстані: Австрія, Болгарія, Чехія, Словаччина, Росія, Угорщина, Казахстан, Північний Кавказ, Польща, Румунія, Україна, Франція, Хорватія, Словенія, Сербія; натуралізований у Великій Британії та Ірландії.
В Україні росте на сухих, рідше вологих або солончакових луках, на крейдяних оголеннях — у Лісостепу та Степу.